# Каарта
Каа́рта, также известное как Государство Массаси — африканское государство в Западной Африке доколониальной эпохи созданное народом бамбара, возникшее в 1650 году после падения империи Сонгай и просуществовавшее до его уничтожения Омаром Таллем в 1850-х годах. Его территория включала западную часть современного Мали в южной части гористой Сахары, подходящую к среднему течению Сенегала. Ставкой правителей Каарты был город Диангунте, с 5000 жителей (на начало XX века), важнейший торговый пункт — Ниоро.
Немногочисленные реки имеют немного воды только в сезон дождей. Лишь восточная часть Каарты имела благоприятный климат и довольно плодородна. Поверхность Каарты была около 60 000 км², с населением около 300 000 человек (на начало XX века).

## История

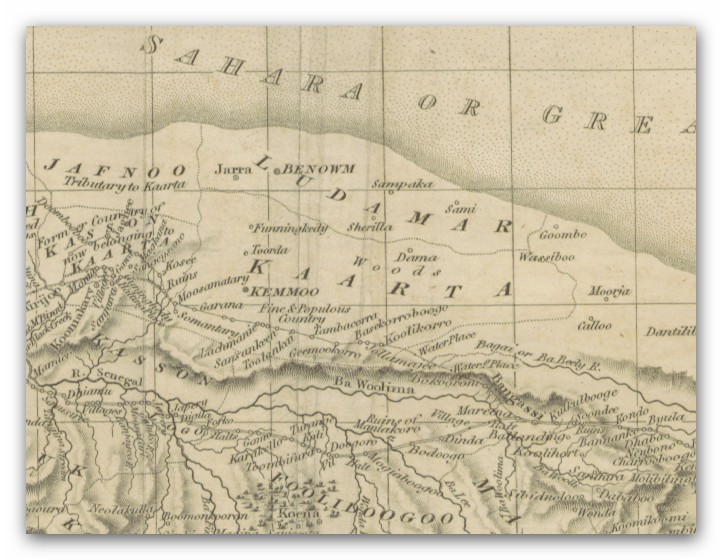
Каарта на карте, опубликованной в 1825 году.

### Ранняя история
Первоначально страной владели хасонке; они были покорены бамбара (и те, и другие из племени мандинго). Согласно легенде, Саунсан, первая столица Каарты, был основан недалеко от города Мурдии около 1635 года Сунсаной, сыном Нианголо. Его сын Масса был известен своей продуктивностью расширяя свою власть и владения, выдавая своих многочисленных дочерей замуж за мужчин, которые готовы были сражаться за него, и совершая набеги на соседей:332. В 1710 году власть перешла к его сыну Бенефали (1710–1745 гг.), который вёл долгую войну против растущего могущества Битона Кулибали и царства Сегу. Сын Бенефали Фулакоро (1745–1754 гг.) осадил Мурдию, жители которой умоляли Кулибали о помощи. Он пришёл в Каарту с войском, разбил Фоулакоро и захватил его в плен. Царь Каарты вскоре умер в плену:124:172:333.

### Восстановление независимости
Независимость Каарты была восстановлена Сейем Баманой Кулибали, бежавшим из Сегу в 1754 году. Денибан Бо правил в 1758–1761 годах. Фаама Сира Бо (1761–1781 гг.) возглавил возрождение Каарты как региональной державы, основав постоянную столицу в Диангунте и подчинив себе Диарру в 1777 году и Хассо, а также совершив набеги на Беледугу и Бамбук:41:334. Сиру Бо сменил Дессе Коро, который потерпел поражение в битве с Мансонгом Диаррой:172. Бодиан Мориба (1818–1832 гг.) восстановил власть в государстве, заключил мир с Сегу и перенёс столицу в Диангунте:124.

### Уничтожение
Каарта была уничтожена в 1854 году в результате джихада Эль-Хаджа Омара Талля по всей Западной Африке; Омар Талль захватил Ниоро и казнил царя Мамади Кандиана и всю его семью, положив конец династии Массаси:172.
В 1878 году французский губернатор Сенегала Бриер де Льисле направил французские войска против имамата Тукулёров вдоль северного берега реки Сенегал. Заблокированный министром по делам колоний в Париже, он утверждал, что они представляют угрозу для сенегальского имамата Фута Торо (протектората Франции), в дела которого британцы были готовы вмешаться. Министерство уступило, и 7 июля 1878 года французские войска уничтожили лагерь джихадистов в Сабусире, убив их лидера алмани Ниамоди. Эта территория была затем включена в состав протектората Франции Кхассо.
Позже, в 1890 году, французский полковник Луи Аршинар завоевал всю территорию бывшего государства Каарта, которая была официально присоединена к Французской Западной Африке в 1904 году.

## Управление
Политическая власть жёстко контролировалась кланом Массаси, и наследование престола редко приводило к конфликтам, как это было в царстве Сегу. Они обеспечивали лояльность военного руководства, тонджонов, а ядро армии подчинялось непосредственно царю. Высокие посты доставались членам клана, которые традиционно почитали духа-хранителя царской семьи:338.

## Экономика
Каарта была важным пунктом назначения и перевалки соли из сахарских регионов Тагант и Ходх:3.